# بدر لاما
بدر عبد الله إبراهيم الأعمى (لاما) (23 أبريل 1907 - 1 أكتوبر 1947)، ممثل سينمائي فلسطيني. هاجر في بدايه حياته إلى تشيلي في أمريكا الجنوبية ثم جاء مع أخيه إبراهيم لاما إلى مصر للعمل في السينما المصرية وليكن بدر وإبراهيم أول من يحضر أجهزة ومعدات السنمائية إلى العالم العربي إلى مدينة حيفا ولكن بسبب مرض إبراهيم في الطريق توجهوا إلى الإسكندرية حيث كون هو وأخوه ثنائياً ناجحاً وعملا معاً في الكتابة والتمثيل والإخراج ثم أسسا سوياً شركة إنتاج سينمائي تدعي كوندور فيلم.
وعقب انتهائه من فيلم (البدوية الحسناء) في عام 1947 أصيب بدر لاما بذبحة صدرية توفي على إثرها في 1 أكتوبر سنة 1947. وقد أقام أهالي بيت لحم حفلة تأبين لإحياء ذكراه.
وبعد وفاة بدر اختار إبراهيم ابنه سمير عبد الله ليحل مكان أخيه، فشارك سمير بطولة فيلم (الحلقة المفقودة) مع الممثلة الشابة الصاعدة فاتن حمامة في عام 1948، كما شارك الممثلة عفاف شاكر في فيلم (سكة السلامة) في عام 1949، والفنانة شادية في فيلم (عاصفة في الربيع) في عام 1951 والممثل بشارة واكيم في فيلم (كنز السعادة) والممثلة ماجدة والممثل محمود المليجي في فيلم (القافلة تسير). وفجأة اندلعت النيران والتهمت جميع محتويات استديوهات لاما بما في ذلك أشرطة الأفلام، وتوالت النكبات ودب الخلاف بين إبراهيم وزوجته، انتهى بموت إبراهيم في ليلة 12 مايو 1953. وتراكمت الضرائب على الاستديوهات وفي آخر الأمر «ختمت أبوابه بالشمع الأحمر» وانهارت العائلة، أما جوزفين سركيس (بدرية رأفت) أرملة بدر فلم تقم إلا بدور بطولة واحد في فيلم (اللقاء الأخير) في عام 1953 مع عماد حمدي ومحسن سرحان وزهرة العلا، اعتزلت بعده العمل السينمائي مكرسة حياتها لبناتها وأحفادها. أما سمير عبد الله إبراهيم لاما وبالرغم من محاولاته المتكررة في العمل السينمائي بما في ذلك تجربته القصيرة في لبنان في السيتينات وأفلام (وادي الموت) و(صقر العرب) و(القاهرون) إلا إن الحظ لم يحالفه فاعتزل العمل السينمائي نهائياً.

## من أهم أفلامه السينمائية

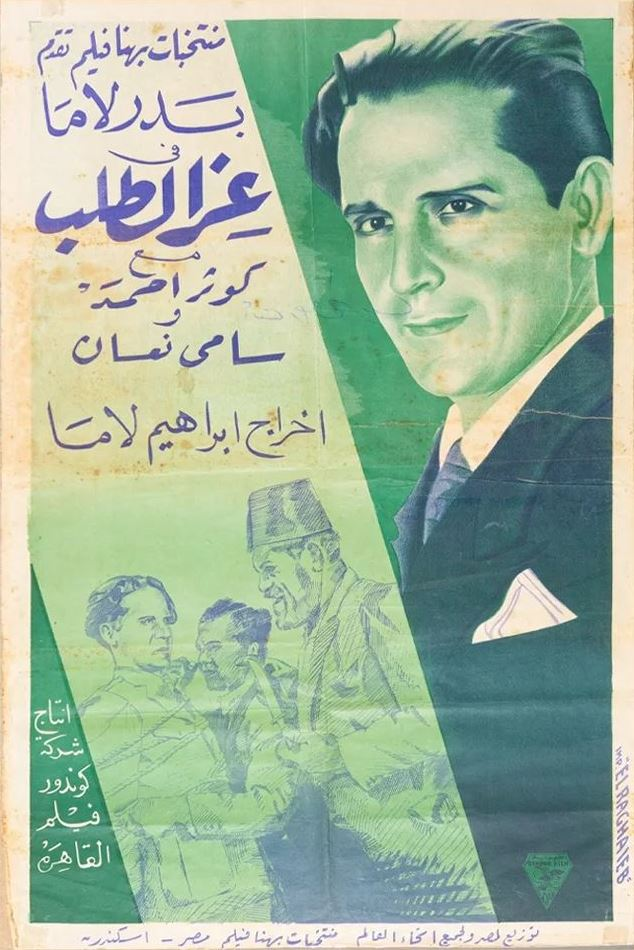
ملصق فيلم عز الطلب، من بطولة بدر لاما.

- قبلة في الصحراء (1927)
- فاجعة فوق الهرم (1928)
- معجزة الحب (1931)
- شبح الماضي (1934)
- معروف البدوي (1935)
- الهارب (1936)
- عز الطلب (1937)
- نفوس حائرة (1938)
- الكنز المفقود (1939)
- قيس وليلى (1939)
- رجل بين امرأتين (1940)
- صرخة في الليل (1940)
- صلاح الدين الأيوبي (1941)
- ابن الصحراء (1942 )
- كليوباترا (1943)
- نداء الدم (1943)
- رابحة (1943)
- عريس الهنا (1944)
- وحيدة (1944)
- البيه المزيف (1945)
- البدوية الحسناء (1947)

## روابط خارجية
- بدر لاما على موقع IMDb (الإنجليزية)
- بدر لاما على موقع قاعدة بيانات الأفلام العربية
- بدر لاما على موقع قاعدة بيانات الفيلم (الإنجليزية)